# Hiroyuki Itō
Hiroyuki Itō (jap. 伊藤裕之 Itō Hiroyuki) – japoński projektant gier, scenarzysta, twórca efektów dźwiękowych, pracujący dla Square Enix. Najbardziej znany ze swojej pracy przy produkcji serii gier jRPG Final Fantasy.

## Gry
- Rad Racer 2: Projektant gry
- Final Fantasy: Tester
- Final Fantasy II: Tester
- Makaitoushi SaGa: Scenarzysta
- Square's Tom Sawyer: Projektant gry
- Final Fantasy III: Efekty dźwiękowe
- Final Fantasy IV: Projektant bitew, Projekt Active Time Battle System
- Final Fantasy V: Projektant bitew, Projektant systemu Job/Abilities
- Final Fantasy VI: Reżyser, Projekt esperów
- Chrono Trigger: Projekty zdarzeń
- Final Fantasy Tactics: Projektant gry
- Final Fantasy VIII: Projektant bitew, Projektant systemu Junction, Projekt Card Game, Projektant Chocobo World
- Final Fantasy IX: Reżyser, autor słów piosenki Melodies of Life, oryginalny pomysł Tetramaster
- Hataraku Chocobo: Projektant gry
- Final Fantasy XII: Projektant gry, reżyser